# Kulmer Straße
Die Kulmer Straße im Berliner Ortsteil Schöneberg verläuft zwischen der Alvenslebenstraße und der Großgörschenstraße und mündet in die Neue Kulmer Straße. In den 1970er und 1980er Jahren war sie Treffpunkt der Homosexuellen-Szene.
Ihren Namen erhielt sie am 27. November 1864 nach dem böhmischen Ort Kulm bei Aussig, wo am 30. August 1813 die Schlacht bei Kulm während der Befreiungskriege stattfand. Bis in die 1920er Jahre schrieb sie sich Culmstraße. Ursprünglich wurde sie als Straße 20 der Abt. III vom Berliner Bankverein angelegt.

## Geschichte
Bekannt ist die kurze Straße vor allem durch ihre homosexuelle Infrastruktur in den 1970er und 1980er Jahren. Nach dem Auszug aus der Dennewitzstraße ließ sich im April 1974 die Homosexuelle Aktion Westberlin (HAW e. V.) in der Hausnummer 20a nieder. 1977 eröffnete die HAW im selben Haus das Schwulenzentrum SchwuZ, das dort bis zum Umzug im Januar 1987 an die Hasenheide ansässig war. Anschließend war unter anderem die Schwulenberatung und danach zeitweise die Redaktion der Siegessäule in dem Gebäude. Bis zum Sommer 2012 befand sich im Vorderhaus für fast 30 Jahre die Szenekneipe flipflop. Zehn Jahre wurde sie danach als Nachbarschaftskneipe Dantra’s geführt. Seit März 2023 findet man die Bar Mein Freund Harvey in der Kulmer Straße 20a, die mit Kulturveranstaltungen und Raum für queere Begegnungen die Geschichte dieser Adresse vereint.
Im vierten Geschoss des dritten Hinterhofs eröffnete 1978 die Produzentengalerie Galerie Kulmer Straße mit Schülern von Wolfgang Petrick eine der ersten Selbsthilfegalerien in Berlin, die mit der Großgörschen 35 einen Vorgänger hatte. Heute finden sich hier die Lesbenberatung und seit 2010 das Theater O-TonArt, gegründet von der Vollplayback-Theatertruppe O-TonPiraten (mittlerweile das SpeakEasy), sowie der Verein Art aller Art e. V.
Großes Renommee hatte viele Jahrzehnte das in der Kulmer Straße 17 ansässige Café Savarin, das nach mehreren Betreiberwechseln und einer vorübergehenden Schließung im Herbst 2013 noch einmal öffnete, mittlerweile jedoch dauerhaft geschlossen ist. An der Adresse hat eine Galerie Einzug gehalten.